# Heteromycteris proboscideus
Heteromycteris proboscideus es una especie de pez de la familia Soleidae en el orden de los Pleuronectiformes.

## Hábitat
Es una especie de mar  pero en  Senegal también ha sido observada en ambientes de agua dulce.

## Distribución geográfica
Se encuentra desde las  costas de Mauritania hasta las de Angola.